# Posuka Demizu
Posuka Demizu (出水 ぽすか?, Demizu Posuka; Tokyo, 17 gennaio 1988) è una fumettista, illustratrice e designer giapponese.
È nota, in particolare, per aver realizzato i disegni del manga The Promised Neverland. Vive attualmente a Tokyo, nel 2008 ha debuttato come mangaka con una mini-serie nella rivista CoroCoro Comic. Una sua raccolta di illustrazioni, The Art of Posuka Demizu Pone e Postcard Planet, è stata pubblicata nel 2016 e nel 2021 da PIE International.

## Opere
- Bandai gigian (ギアギアン?)
- Monster retsuden oreca battle (モンスター烈伝 オレカバトル?, Monsutā retsuden oreka batoru)
- Kirugumi (キルぐみ?)
- Maō da ze! Oreca battle (モンスター烈伝 オレカバトル?, Maō da ze! Oreka batoru)
- Popyi no negai (ポピィの願い?)
- The Promised Neverland (約束のネバーランド?, Yakusoku no nebārando)
- Shinrei shashin-shi Kōno Saburō (心霊写真師 鴻野三郎?)
- Beyblade X (ベイブレードエックス?, Beiburēdo Ekkusu)